# Ямайский меланерпес
Ямайский меланерпес (лат. Melanerpes radiolatus) — вид птиц семейства дятловых, эндемик Ямайки. Среда обитания — влажные тропические леса.

## Внешний вид

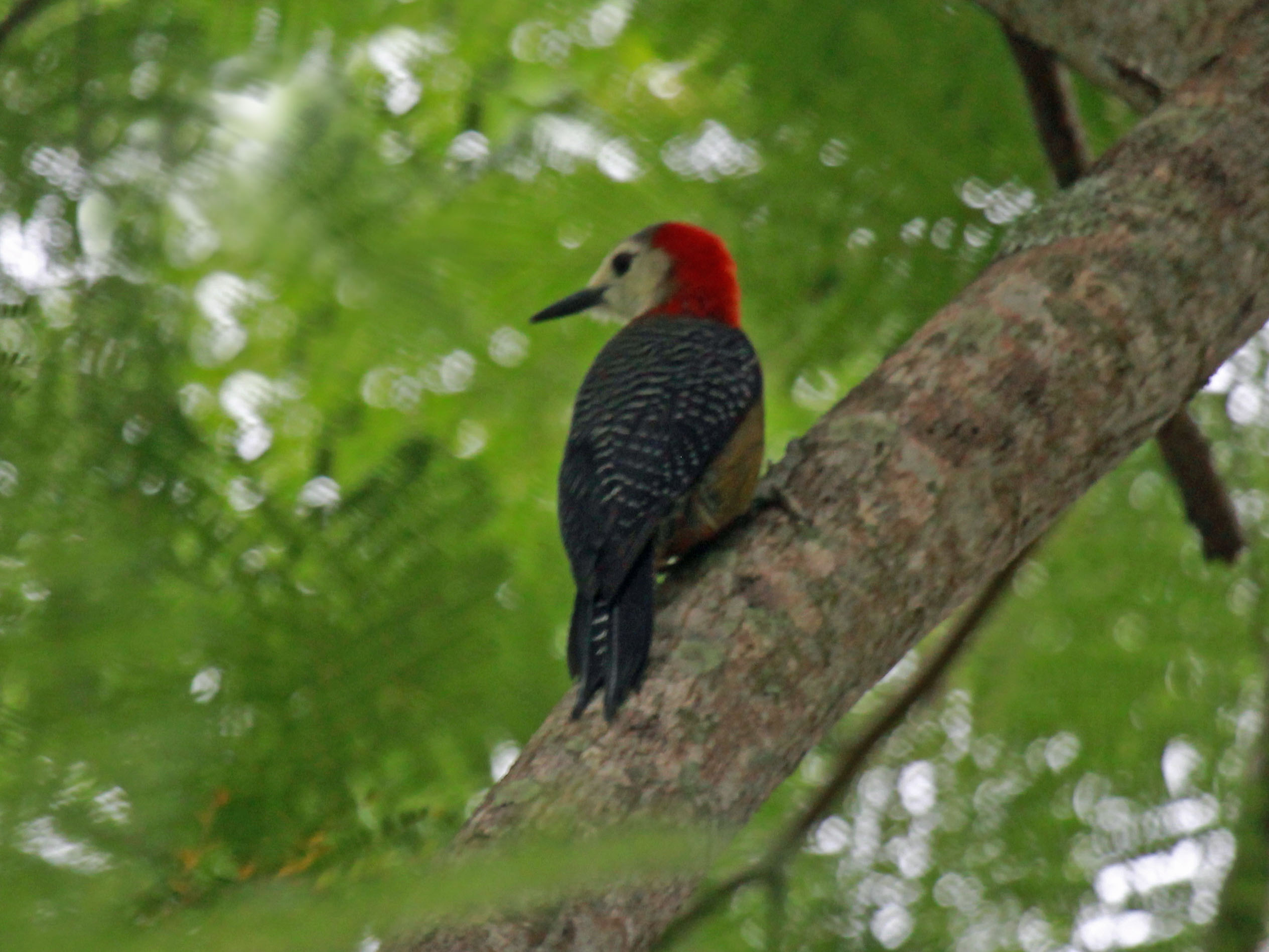

Размер — 25—28 см, масса — 92—131 г. Верхняя часть головы и затылок красного цвета, Уздечка желтоватая, а щеки, подбородок и горло белые. Красный цвет на голове самки охватывает только часть макушки, также распространяется на затылок. Верхняя часть тела чёрная с тонкими белыми полосками, которые иногда имеют зеленоватый оттенок. Полоски самые широкие на надхвостье и кроющих перьях хвоста. Маховые перья чёрные с узкими белыми полосками по всей длине. Хвост чёрный с несколькими белыми полосками на центральной паре перьев и белыми пятнами на самой внешней паре. Нижняя часть тела в основном оливково-серая или оливково-охристая с желтоватым или красноватым оттенком в центре брюха; нижние части боков и кроющие подхвостья чёрные с белыми полосами. Длинный клюв чёрного цвета, радужная оболочка красная, голая кожа вокруг глаз от серой до коричневой, а ноги сланцевато-чёрные.

## Размножение
Сезон размножения ямайского меланерпеса обычно продолжается с декабря по август, но гнездование наблюдалось в течение всего года. За сезон может быть до трёх выводков. В сооружении гнезда принимают участие преимущественно самцы. Дупло располагается на сухой ветке, мёртвом дереве или столбе на высоте от 5 до 15 м от земли. В кладке обычно от трёх до пяти яиц. Инкубационный период составляет 13 дней. Птенцы оперяются примерно через месяц после выклева. В насиживании яиц и уходе за птенцами принимают участие оба родителя.